# Abdullah Yusuf al-Ghoneim
Abdullah Yusuf al-Ghoneim (arabisch عبد الله يوسف الغنيم, DMG ʿAbd Allāh Yūsuf al-Ġunaym; * 1947) ist ein kuwaitischer Geograph und Politiker. Er ist Direktor des kuwaitischen Zentrums für Forschung und Studien über Kuwait (Abk. CRSK). Er ist ehemaliger Bildungsminister von Kuwait.
Er war einer der 138 Unterzeichner des offenen Briefes Ein gemeinsames Wort zwischen Uns und Euch (engl. A Common Word Between Us & You), den Persönlichkeiten des Islam an „Führer christlicher Kirchen überall“ (engl. „Leaders of Christian Churches, everywhere …“) sandten (13. Oktober 2007).